# Bombardier Aerospace
Bombardier Aerospace és una empresa filial de productes aeroespacials de la corporació canadenca Bombardier. Bombardier Aerospace se situa en tercer lloc en volum de negoci, després de Boeing i Airbus, i és quart en unitats d'avions produïts anualment, després de Boeing, Airbus i Embraer. El seu nucli de negoci central es troba al municipi de Dorval, Quebec, Canadà.
En un moment, Bombardier tenia plantes de fabricació a 27 països, que donaven feina a més de 70.000 treballadors, però des de llavors ha reduït la seva plantilla a menys de la meitat i ha venut algunes de les seves participacions.

## Història
Els orígens de la companyia es remunten al 1942 quan va ser fundada per Joseph-Armand Bombardier per a fabricar i vendre motors de neu. Amb els anys la companyia es va diversificar arribant a ser un dels principals fabricants de trens, per després entrar al sector de l'aviació.
Aquest pas es produeix a partir de la dècada de 1980 amb l'adquisició de diverses companyies aeronàtiques: Canadair (1986), Short Brothers (1989) i Learjet (1990). Canadair, Learjet i Short Brothers van costar 215 milions de dòlars per adquirir i produir vendes de 1.300 milions de dòlars el 1990. Les vendes d'avions de rodalies i sistemes de vigilància aerotransportada de Canadair, avions de negoci Learjet i avions de càrrega Short Brothers C-23 Sherpa estaven creixent en aquell moment.
L'empresa aeroespacial representa més de la meitat dels ingressos de Bombardier Inc. A principis de la dècada de 2010, el seu avió més popular incloïa el seu Dash 8 Series 400, CRJ100/200/440 i línies d'avions regionals CRJ700/900/1000 encara que la companyia destinava la major part del seu pressupost de recerca i desenvolupament a la més nova CSeries. També va fabricar el bombarder d'aigua amfibi Bombardier 415 (a Dorval i North Bay), i els avions de negoci Global Express i Challenger.
El CSeries, que Bombardier va oferir en diverses versions de mida, va competir inicialment amb l'Airbus A318 i l'Airbus A319; els models Boeing 737 Next Generation 737-600 i 737-700; i l'Embraer 195. Bombardier va afirmar que la CSeries cremaria un 20% menys de combustible per viatge que aquests competidors, que encara tindria un 8% més d'eficiència de combustible que el Boeing 737 MAX, que es va presentar el 2017. El client de llançament de la CSeries, Lufthansa, va signar una carta d'intencions per fins a 60 avions i 30 opcions el 2008. El complex de fabricació de Mont-real va ser reurbanitzat per Ghafari Associates per incorporar la fabricació ajustada per a la CSeries.
El 24 de març de 2011, la Commercial Aircraft Corporation of China (COMAC) amb seu a Xangai i Bombardier Inc. van signar un acord marc per a una cooperació estratègica a llarg termini en avions comercials. La intenció era trencar el quasi duopoli d'Airbus i Boeing. Els avions coberts pel programa incloïen les sèries CRJ, CSeries i Q de Bombardier; i el Comac ARJ21 i Comac C919. El gener de 2012, l'empresa va començar a fabricar estructures senzilles, com ara controls de vol per a la sèrie CRJ, des de les seves primeres instal·lacions a l'Àfrica, prop de Casablanca, al Marroc. El 30 de setembre de 2013, es va inaugurar les seves instal·lacions permanents, que s'havien d'obrir a finals de 2014. A l'octubre, es va revelar un acord de desenvolupament conjunt entre Bombardier i un consorci sud-coreà format per Korea Aerospace Industries i Korean Air Lines, per desenvolupar un avió regional turbohèlix de 90 places, amb una data de llançament el 2019.
El novembre de 2012, Bombardier va signar l'acord més gran de la seva història amb l'operador suís d'avions de negoci VistaJet per a 56 avions de la sèrie Global per un valor total de 3.100 milions de dòlars, inclosa una opció per a 86 avions addicionals, per un valor total de la transacció de 7.800 milions de dòlars. L'abril de 2013, Porter Airlines del Canadà va fer una comanda condicional per a 12 avions CSeries, amb opcions per a altres 18; això estava condicionat a que els avions poguessin utilitzar el Billy Bishop Toronto City Airport al centre de Toronto. El 2015, el govern canadenc va anunciar que no aprovaria l'ús d'avions a l'aeroport i la proposta va ser arxivada.
El gener de 2014, 1.700 empleats van ser retallats de Bombardier Aerospace a causa d'una caiguda del 19 per cent de les comandes el 2013. El juliol d'aquell any, Bombardier es va reorganitzar com a resposta al baix rendiment; El president Guy Hachey es va retirar i Bombardier Aerospace es va dividir en tres divisions: avions de negocis; aeronaus comercials i aeroestructures; i serveis d'enginyeria, mentre que es van retallar 1.800 llocs de treball. En la seva declaració de finals de l'any 2014, Bombardier Aerospace va informar que el seu nombre d'empleats s'havia reduït en 3.700, va lliurar 290 avions i va tenir comandes de 282 més; i també va reclamar un "fort potencial a llarg termini". El 29 d'octubre de 2015, Bombardier va anunciar una pèrdua de 4.900 milions de dòlars en el tercer trimestre i una baixa de 3.200 milions de dòlars a la CSeries. També va cancel·lar el seu programa Learjet 85, prenent una altra desgravació d'1.200 milions de dòlars i va cancel·lar 64 comandes pendents. El deute de l'empresa va arribar a uns 9.000 milions de dòlars, en gran part a causa de la CSeries, que no havia registrat cap comanda ferma des del setembre de 2014. Les accions de Bombardier van caure un 17,4% aquell dia. El 21 de desembre de 2015, l'empresa tenia 243 comandes fermes per a la CSeries; una infusió d'efectiu de 2.500 milions de dòlars (1.000 milions de dòlars del govern provincial més una inversió de 1.500 milions de dòlars de la Caisse de dépôts et placements du Québec) mantenia l'empresa matriu adequadament finançada.
El 17 de febrer de 2016, Bombardier va anunciar que els seus beneficis del 2015 eren de 138 milions de dòlars abans de fer una baixa de 5.400 milions de dòlars; també va anunciar que es reduirien 7.000 llocs de treball. Després d'un desenvolupament llarg i costós, que va costar fins ara 5.400 milions de dòlars, inclòs una cancel·lació de 3.200 milions de dòlars, la versió CS100 petita (de 110 a 125 seients) de la CSeries va rebre la certificació de tipus inicial de Transport Canada el 18 de desembre de 2015. En aquell moment, l'empresa tenia 243 comandes fermes i cartes d'intencions i compromís per a altres 360. La majoria de les comandes eren per al model CS300. S'esperava que el primer CS100 volés a mitjans del 2016 amb els colors de Lufthansa. "La certificació és una gran cosa, però el 2016 serà fonamental per a les comandes", l'analista Chris Murray, director general d'Alta Corp, va dir a Bloomberg Business. Fred Cromer, president de la divisió d'avions comercials de Bombardier, va donar a entendre el 21 de desembre de 2015 que es podrien oferir retallades de preus o altres incentius per augmentar les vendes (el preu de llista del CS100 era de 71,8 milions de dòlars i el CS300 de 82 milions de dòlars).
Amb la intenció d'augmentar els marges de beneficis, Bombardier va anunciar el 12 de gener de 2016 que cancel·laria els acords amb l'agent de vendes de tercers Tag Aeronautics, així com cancel·laria 24 comandes fermes i 30 opcionals, amb l'objectiu de revendre posteriorment aquests avions sense una tarifa d'agència de vendes. La CSeries es va veure afectada negativament pels retards de producció i la dura competència el 2016. El 20 de gener, United Continental Holdings Inc. va anunciar que havia demanat 40 Boeing 737-700. Air Canada va anunciar que compraria fins a 75 CS300, una variant més gran, el 17 de febrer de 2016; Abans d'això, no hi havia hagut comandes CSeries des del 2014. Es preveia que el programa CSeries tindria un flux de caixa positiu després de lliurar aproximadament 200 avions. David Tyerman, analista de Canaccord Genuity, va comentar la dificultat de guanyar comandes i es va preguntar fins a quin punt serà rendible la propera comanda de CSeries. Segons Bjorn Fehrm, de la consultora d'aviació Leeham Company, les primeres 15 CSeries construïdes el 2016 van costar cadascuna de 60 milions de dòlars, però es vendrien per només 30 milions de dòlars.
Bombardier va mantenir una negociació amb Delta Air Lines, aquesta última va fer una comanda l'abril de 2016 per a 75 models CS100 amb una opció per a 50 avions addicionals. A preu de llista complet, l'acord ascendiria a 5.600 milions de dòlars; fonts van afirmar que Delta havia rebut un descompte important. Air Canada va confirmar la seva comanda provisional de 45 CS300 amb una opció per a 30 més el juny de 2016; S'informa que es va valorar en 3.800 milions de dòlars, augmentant fins a 6.300 milions de dòlars si s'exercés l'opció (segons el preu de llista de l'avió). L'endemà, Bombardier va lliurar el primer avió CSeries a Swiss International Air Lines, el primer operador que va començar a volar-los.

### Polèmiques sobre subvencions governamentals

#### Embraer
El Brasil i el Canadà van participar en una disputa comercial internacional sobre subvencions governamentals als fabricants d'avions nacionals a finals dels anys noranta i principis dels anys 2000. L'Organització Mundial del Comerç va decidir que Brasil va executar un programa il·legal de subvencions, Proex, que va beneficiar el fabricant brasiler Embraer almenys entre 1999 i 2000; i que el Canadà va subvencionar il·legalment la seva indústria autòctona d'avions regionals.
A finals de setembre de 2017, l'Organització Mundial del Comerç va anunciar que consideraria la queixa del Brasil presentada al febrer, incloses les al·legacions que el govern canadenc va subvencionar injustament la CSeries. Embraer va afirmar que les subvencions són una "pràctica insostenible que distorsiona tot el mercat global, perjudicant els competidors a costa dels contribuents canadencs."

#### Boeing
El 28 d'abril de 2016, Bombardier Aerospace va registrar una comanda ferma de Delta Air Lines per a 75 CSeries de CS100 més 50 opcions.
El 27 d'abril de 2017, Boeing va presentar una petició de dúmping per 19,6 milions de dòlars cadascun, per sota del seu cost de producció de 33,2 milions de dòlars.
El mateix dia, Bombardier i el govern federal canadenc van rebutjar la reclamació, prometent muntar una "defensa vigorosa".
El 9 de juny de 2017, la Comissió de Comerç Internacional dels Estats Units (USITC) va trobar que la indústria nord-americana podria estar amenaçada.
El 26 de setembre, el Departament de Comerç dels Estats Units (DoC) va al·legar subvencions del 220% i tenia la intenció de cobrar els dipòsits en conseqüència, més un dret antidúmping preliminar del 80%, el que resultava en un dret del 300%.
El DoC va anunciar la seva decisió final, un deure total del 292%, el 20 de desembre, elogiant-la com una afirmació de la política "America First".
L'octubre de 2017, com a resultat directe de les tarifes i dels problemes financers creixents, Bombardier es va veure obligada a un acord per cedir el 50,01% de la seva participació en el programa CSeries a Airbus i produiria avions CSeries als Estats Units.
El 10 de gener de 2018, el govern canadenc va presentar una queixa a l'Organització Mundial del Comerç contra els EUA.
El 26 de gener de 2018, els quatre comissaris de l'USITC van revocar per unanimitat les seves afirmacions anteriors, trobant que la indústria nord-americana no estava amenaçada i que no s'emetrà cap ordre d'impostos, anul·lant els drets imposats.
L'informe públic de la Comissió estava disponible el febrer de 2018.
El 22 de març, Boeing es va negar a apel·lar la sentència.

#### Ajut del govern de 2015-2017
El 29 d'octubre de 2015, el govern del Quebec va anunciar que invertiria EUA1.000 milions de dòlars (aproximadament CAD1.300 milions de dòlars) per protegir els llocs de treball i la CSeries, la província comprant una participació del 49,5% a la societat limitada que controla el programa CSeries. Bombardier havia demanat a Ottawa un préstec reemborsable de 350 milions de dòlars. mentre que la província esperava que el govern federal igualés el seu préstec de 1.000 milions de dòlars a canvi d'una participació propera al 50% al programa CSeries. Els deutes del projecte havien obligat Bombardier a recaptar diners en efectiu i buscar ajuda per mantenir-se a flotació. Les contribucions tant provincials com federals van arribar a través de préstecs reemborsables; L'economista independent Mark Milke va afirmar que és qüestionable si es pagaran, anomenant els préstecs de rescat "benestar corporatiu". The Globe and Mail.
Dies després del seu jurament, el 10 de novembre de 2015, el primer ministre Justin Trudeau va declarar que Bombardier havia de presentar un "argument empresarial fort" per a l'ajuda federal, acordant que l'empresa va exemplificar una important fabricació d'alt valor, però va afirmar que aquesta ajuda estaria configurada pels millors interessos dels canadencs, no per "l'emoció, la política o els símbols". L'abril de 2016, el govern federal va oferir un paquet d'ajuda a Bombardier sense revelar la quantitat ni les condicions imposades; segons informa, va rebutjar l'oferta. Una font sense nom va informar a Reuters que les negociacions encara estaven en curs. El 14 d'abril de 2016, les accions de Bombardier estaven al màxim de sis mesos davant els rumors que Delta havia encarregat avions CSeries. L'empresa va continuar sol·licitant un paquet d'ajuda de 1.000 milions de dòlars al govern federal.
El maig de 2016, el govern federal va oferir un paquet d'ajuda de 1.000 milions de dòlars (a més de la subvenció de 1.000 milions de dòlars ofert pel govern del Quebec) amb la condició de que Bombardier acabés amb la seva estructura d'accions de classe dual que permet a les famílies Bombardier i Beaudoin controlar malgrat una propietat minoritària. Segons Bloomberg, les converses van arribar a un punt mort sobre aquesta condició. El pla federal també va recomanar que l'empresa emetia noves accions per obtenir 1.000 milions de dòlars en finançament addicional. El Toronto Star va predir que el govern rescataria l'empresa ja que la fallida comportaria la pèrdua d'uns 70.000 llocs de treball i exportacions importants, que havien sumat 34.200 milions de dòlars en els cinc anys anteriors. El maig de 2016, el ministre federal de Finances, Bill Morneau, va dir que el sector aeroespacial és "críticament important". El febrer de 2017, el govern federal va acordar proporcionar 372,5 milions de dòlars en préstecs reemborsables sense interessos, que s'emetran a terminis durant els quatre anys següents; un terç estava destinat al CSeries, mentre que la resta es destinava al jet de negocis Global 7000.

### Associació d'Airbus
El 16 d'octubre de 2017, Bombardier i Airbus van anunciar una associació al programa CSeries per expandir-se en un mercat estimat de més de 6.000 nous avions de 100 a 150 seients durant 20 anys; el juliol de 2018, Airbus va adquirir una participació majoritària del 50,01% de la societat holding del programa, Bombardier conservant el 31% i Investissement Québec el 19%. Amb aquest acord, el CSeries es comercialitza ara com a Airbus A220. L'accés a l'experiència de la cadena de subministrament d'Airbus tenia la intenció d'estalviar costos de producció mentre la seu central i la línia de muntatge principal romanen a Québec, amb una segona línia de muntatge a la fàbrica d'Airbus Mobile a Alabama, EUA. Airbus no va pagar la seva quota, ni va assumir cap deute. Airbus va insistir que no tenia cap pla de comprar la participació de Bombardier en el programa, sent socis estratègics a partir del 2025; Les clàusules li van permetre comprar les accions del Quebec el 2023 i les de Bombardier set anys després del tancament de l'acord, tot i que la producció ha de romandre al Quebec almenys fins al 2041. El conseller delegat de Bombardier, Alain Bellemare, va dir que l'acord augmentaria les vendes: "Aporta certesa al futur del programa, de manera que augmenta el nivell de confiança que l'avió està allà per quedar-se. La combinació de la CSeries amb l'escala global d'Airbus... portarà el programa CSeries a noves altures".

### Desinversió
El 8 de novembre de 2018, la matriu de Viking Air Longview Aviation Capital Corp. va adquirir el programa Q400 i la marca de Havilland de Bombardier. Viking ja havia comprat els certificats de tipus d'avions de Havilland Canada descontinuats el 2006. En aquell moment, les vendes del Q400 eren inferiors a les del rival ATR Aircraft. Bombardier va anunciar que la venda era de 300 milions de dòlars i esperava un estalvi anual de 250 milions de dòlars. L'acord Q400 es va tancar el 3 de juny de 2019; el nou holding, De Havilland Aircraft of Canada Limited, va heretar un llibre de comandes de 51 Q400. També a finals de 2018, Bombardier va vendre el seu programa de formació en avions de negocis a CAE Inc. per 645 milions de dòlars i va anunciar 5.000 retallades de llocs de treball durant 18 mesos als seus 70.000 empleats a tot el món: 500 a Ontario, 2.500 al Quebec i 2.000. fora de Canadà.
Bombardier va canviar el focus dels avions comercials als avions de negocis, preveient que els enviaments d'avions de negocis augmentaran de 135 el 2018 a 150-155 el 2019, i preveuen ingressos de 16.500 milions de dòlars el 2018, que augmentaran a més de 20.000 milions de dòlars el 2020 amb un flux de caixa lliure de 750-1.000 milions de dòlars, principalment a través del gran Global 7500. S'esperava que els ingressos d'avions de negocis augmentessin de 5.000 milions de dòlars el 2018 a 6.250 milions de dòlars el 2019 i 8.500 milions de dòlars el 2020 amb 180 lliuraments, inclòs el mercat secundari dins de la flota de 4.700, duplicant-se del 28% capturat en 2015. S'esperava que les aeroestructures i els serveis d'enginyeria creixin de 2.000 milions de dòlars el 2018 a 2.250 milions de dòlars el 2020. S'esperava que els ingressos dels avions de línia es reduïssin d'1.700 milions de dòlars a 1.400 milions de dòlars el 2019, reduint a la meitat les pèrdues a 125 milions de dòlars, amb lliuraments estables a 35 CRJ i Q400; havia de ser rendible amb els CRJ només el 2020.
El 2 de maig de 2019, la divisió aeroespacial de Bombardier va passar a anomenar-se Bombardier Aviation després de la desinversió dels programes CSeries i Q400. El 25 de juny de 2019, Bombardier va acordar amb Mitsubishi Heavy Industries vendre el programa CRJ, s'esperava que un acord tanqués a principis de 2020 subjecte a l'aprovació reguladora. Mitsubishi guanyarà l'experiència global de Bombardier en termes d'enginyeria, certificació, relacions amb els clients i suport, potenciant el seu programa SpaceJet (anteriorment MRJ) i permetent la seva producció a l'Amèrica del Nord. L'acord inclou dos centres de servei al Canadà i dos als EUA, així com els certificats de tipus del CRJ. Bombardier conserva les instal·lacions de muntatge de Mirabel i produeix el CRJ en nom de Mitsubishi fins que s'hagi completat l'actual cartera de comandes. A principis de maig de 2020, Mitsubishi va confirmar que s'havien complert totes les condicions. La transacció es va tancar l'1 de juny. Les activitats de servei i suport relacionades amb CRJ de Bombardier es van transferir a una nova empresa amb seu a Mont-real, MHI RJ Aviation Group.
El 31 d'octubre de 2019, Bombardier va anunciar la venda de les seves activitats d'aeroestructures i operacions de serveis de postvenda a Irlanda del Nord i Marroc, i les seves instal·lacions de manteniment, reparació i revisió (MRO) d'aeroestructures a Dallas, a Spirit AeroSystems. S'esperava que la venda es tanqués el primer semestre del 2020 subjecte a l'aprovació reguladora. El setembre del 2020, Spirit va dir que "no hi pot haver garanties" que es complissin les condicions abans de la data límit del 31 d'octubre. Una modificació d'última hora va reduir l'import de la contraprestació en efectiu i va ajustar la valoració global, permetent a les parts fixar una data de tancament el 30 d'octubre.
El 12 de febrer de 2020, Bombardier va vendre la seva participació a Airbus Canada Limited Partnership, la societat holding del programa A220, per 591 milions de dòlars; Airbus té ara una participació del 75%, i el 25% restant és propietat d'Investissement Québec. Aquesta venda va marcar la "sortida estratègica" de Bombardier del sector de l'aviació comercial.
Malgrat els rumors que les seves activitats d'avions de negocis podrien ser venudes a Textron, empresa matriu de Cessna i Bell Helicopters, el 17 de febrer va sorgir que Bombardier havia acceptat vendre la seva divisió ferroviària a Alstom i es centraria exclusivament en l'aviació comercial.

## Aeronaus

### Actuals
| Aeronau        | Tipus           | Inici | Notes              |
| -------------- | --------------- | ----- | ------------------ |
| Challenger 300 | Avió de negocis | 2004  | Variant 350        |
| Challenger 600 | Avió de negocis | 1980  | Variant 650        |
| Global Express | Avió de negocis | 1998  | Variants 5500/6500 |
| Global 7500    | Avió de negocis | 2018  | Variants 7500/8000 |

### Desinvertit
| Aeronau                    | Tipus                 | Inici | Propietari actual              | Notes                                         |
| -------------------------- | --------------------- | ----- | ------------------------------ | --------------------------------------------- |
| Airbus A220                | Reactor de cos estret | 2012  | Airbus i Investissement Québec | Antigament coneguda com a Bombardier C-Series |
| De Havilland Canada Dash 8 | Turbohélice regional  | 1983  | De Havilland Canada            | Antigament coneguda com a Bombardier Q-Series |

### Fora de producció
- La producció va acabar a Bombardier, en lloc de després de la desinversió

| Aeronaus                 | Tipus                 | Inici | Fi   | Notes                                                                                                  |
| ------------------------ | --------------------- | ----- | ---- | --- |
| Learjet 35               | Reactor de negocis    | 1973  | 1994 | Produït sota Bombardier a partir de 1990                                                               |
| Short 330                | Transport turbohèlice | 1974  | 1992 | Produït sota Bombardier a partir de 1989                                                               |
| Learjet 55               | Reactor de negocis    | 1979  | 1987 | Darrera producció sota propietat per Integrated Acquisition                                            |
| Short 360                | Transport turbohèlice | 1981  | 1991 | Produït sota Bombardier a partir de 1989                                                               |
| Short Tucano             | Entrenador militar    | 1986  | 1995 | Produït sota Bombardier a partir de 1989                                                               |
| CRJ 100/200/440          | Reactor regional      | 1991  | 2006 | El model -440 és la mateixa estructura que el -200 però està certificat per a un màxim de 44 persones. |
| CRJ 550/700/705/900/1000 | Reactor regional      | 1999  | 2020 | Mitsubishi va adquirir el programa l'1 de juny de 2020 i va finalitzar la producció                    |
| Learjet 60               | Reactor de negocis    | 1991  | 2012 | |
| Canadair CL-415          | Bomber aeri           | 1993  | 2015 | Possiblement succeït pel bomber De Havilland DHC-515                                                   |
| Learjet 45               | Reactor de negocis    | 1995  | 2012 | |
| CL-327                   | Prototip d'UAV        | 1996  | 1996 | |
| Learjet 40               | Reactor de negocis    | 2002  | 2013 | |
| Challenger 850           | Reactor de negocis    | 2006  | 2015 | Configuració interior de la cabina del reactor de negocis de la cèl·lula CRJ100/200 (CL-600-2B19).     |
| Learjet 70/75            | Reactor de negocis    | 2013  | 2021 | |
| Learjet 85               | Reactor de negocis    | 2014  | 2014 | Projecte cancel·lat després de construir 2 prototips                                                   |

| Model (motor)                            | Prod.           | Max. pax | Longitud | Envergadura | Zona d'ala | MTOW     | Buit    | Combustible màx. | PL màx. | Empenta d'unitat | Abast                           |
| ---------------------------------------- | --------------- | -------- | -------- | ----------- | ---------- | -------- | ------- | ---------------- | ------- | ---------------- | ------------------------------- |
| Challenger 650 (2× CF34-3B)              | 1978 actualitat | 19       | 20,9 m   | 19,6 m      | 45,4 m²    | 21,86 t  | 12,32 t | 9,07 t           | 2,2 t   | 41 kN            | 7.408 km 4.000 nm               |
| CRJ100/200 (2× CF34-3)                   | 1991 2006       | 50       | 26,77 m  | 21,21 m     | 48,35 m²   | 24,04 t  | 13,84 t | 6,49 t           | 6,12 t  | 38,84 kN         | 3.148 km 1.700 nm               |
| Global 6000/Global 6500 (2× BR710/Pearl) | 1996 actualitat | 13–17    | 30,3 m   | 28,7 m      | 94,8 m²    | 45,13 t  | 23,69 t | 20,43 t          | 2,62 t  | 65,6/67,3 kN     | 11.112/12.223 km 6.000/6.600 nm |
| Global 5000/5500 (2× BR710/Pearl)        | 2003 actualitat | 13–16    | 29,5 m   | 28,7 m      | 94,8 m²    | 41,96 kg | 23,07 t | 17,80 t          | 3,24 t  | 65,6/67,3 kN     | 9.630/10.556 km 5.200/5.700 nmi |
| CRJ700 (2× CF34-8C5)                     | 1999 2020       | 66–78    | 32,3 m   | 23,2 m      | 70,6 m     | 34,02 t  | 20,07 t | 8,89 t           | 8,19 t  | 61,3 kN          | 2.553 km 1.378 nmi              |
| CRJ900 (2× CF34-8C5)                     | 2002 2020       | 76–90    | 36,2 m   | 24,9 m      | 71,1 m²    | 38,33 t  | 21,85 t | 8,89 t           | 10,25 t | 64,5 kN          | 2.876 km 1.553 nmi              |
| CRJ1000 (2× CF34-8C5)                    | 2011 2020       | 97–104   | 39,1 m   | 26,2 m      | 77,4 m²    | 41,64 t  | 23,19 t | 8,82 t           | 11,97 t | 64,5 kN          | 3.004 km 1.622 nmi              |
| Global 7500 (2× Passport)                | 2018 actualitat | 19       | 33,8 m   | 31,7 m      | 120 m²     | 48,19 t  | 25,76 t | 21,52 t          | 2,59 t  | 83 kN            | 14.260 km 7.700 nm              |

1. 1 2 3 4  Challenger 850: 19 max pax, 8,289 kg combustible màxim, 5.206 km/2.811 nmi d'abast

## Instal·lacions

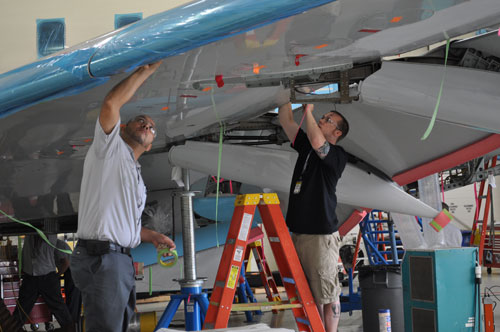
Mecànics treballant a les instal·lacions de manteniment de Bombardier prop de Dallas, Texas

Bombardier Aviation disposa de diverses instal·lacions.

### Historial de les instal·lacions
Bombardier Aerospace va tenir instal·lacions de fabricació, enginyeria i serveis a 27 països. Les instal·lacions de producció es troben al Canadà, els Estats Units i Mèxic.
El 3 de maig de 2018, Bombardier va anunciar la venda de les seves instal·lacions de Toronto Downsview on fabrica la família d'avions de negoci Global i els turbohèlixs regionals Q400, per 635 milions de dòlars, llogats de tres a cinc anys per mantenir la producció de Q400, mentre lloga un lloc de 15 ha. a l'aeroport internacional Pearson de Toronto per obrir una planta de muntatge final dels avions de negoci Global.
El 2 de maig de 2019, Bombardier va anunciar que tots els seus actius aeroespacials es consolidarien en un "negoci únic, racionalitzat i totalment integrat", donant lloc a la venda de les seves operacions a Belfast i al Marroc.

### Instal·lacions actuals

#### Canadà
- Aeroport internacional Trudeau de Montreal — Seu. Muntatge final de Challenger 300 i 650 i prova de vol. Finalització de l'interior familiar global.
- Saint-Laurent, Quebec — Centre de desenvolupament de productes. Instal·lació de fabricació de la cabina i el fuselatge de popa.[90]
- Aeroport internacional Pearson de Toronto — Muntatge final del Global[88]

#### Mèxic
- Querétaro — Instal·lació de fabricació de components d'avions per al Challenger 605 i el Global 6000/7000.

#### Estats Units
- Wichita, Kansas — Instal·lació utilitzada per a la seu dels Estats Units de Bombardier, així com un centre de servei ampliat, proves de vol i instal·lacions d'enginyeria i llar del grup Bombardier Defence.

### Antigues instal·lacions

#### Canadà
- Aeroport de Downsview — Muntatge final i prova de vol de Dash 8.[91]

- Aeroport internacional de Montreal Mirabel — Muntatge final i prova de vol de la sèrie CRJ i de la família A220. El juliol de 2018, Airbus es va fer càrrec de les instal·lacions de Mirabel com a part de la seva presa de control del programa familiar A220, mentre que Bombardier va continuar fabricant avions de la sèrie CRJ a les instal·lacions de Mirabel fins que es va completar la cartera de comandes el desembre de 2020.

- North Bay Airport - Bombardier CL-415 va ser el muntatge final i la prova de vol fins que la producció va acabar el 2015.[91] Després d'una pausa l'any 2002, la planta va ser reiniciada pel contractista Vortex Aerospace Services l'any 2005. Mentre la producció ha acabat, Vortex continua proporcionant formació per al CL 415 a les instal·lacions.

#### Marroc
- Casablanca (BP 197 Zona Franche Midparc al costat de l'aeroport internacional Mohammed V) — Controls de vol per a avions de la sèrie CRJ.[92] El novembre de 2020, Bombardier va vendre les seves operacions a Casablanca a Spirit AeroSystems.[93]

#### Regne Unit
- Belfast, Irlanda del Nord — Antiga planta de Short Brothers davant del Victoria Park a prop del George Best Belfast City Airport.[93] Fuselatge de l'aeronau, nau del motor, instal·lació de fabricació i muntatge d'ala.[94] El novembre de 2020, Bombardier va vendre les seves operacions a Belfast a Spirit AeroSystems.[95]

## Producció
Lliurament d'avions regionals, comercials i amfibis de Bombardier Aerospace per l'any fiscal o per l'any natural:
| Exercici fiscal/calendari | Comercial | Comercial | Comercial | Negocis | Negocis    | Negocis | Amfibi | Total de lliuraments | Comandes netes |
| Exercici fiscal/calendari | C Series  | CRJ       | Q-Series  | Learjet | Challenger | Global  | CL-415 | Total de lliuraments | Comandes netes |
| ------------------------- | --------- | --------- | --------- | ------- | ---------- | ------- | ------ | -------------------- | -------------- |
| 1999/00                   |           | 81        | 23        | 109     | 40         | 34      | 5      | 292                  |                |
| Jan-00                    |           | 105       | 52        | 129     | 38         | 36      | 10     | 370                  |                |
| Feb-01                    |           | 165       | 41        | 96      | 45         | 21      | 2      | 370                  |                |
| Mar-02                    |           | 191       | 29        | 38      | 23         | 16      | 1      | 298                  |                |
| Apr-03                    |           | 214       | 19        | 41      | 31         | 17      | 3      | 324                  |                |
| May-04                    |           | 175       | 22        | 47      | 62         | 22      | 1      | 329                  |                |
| Jun-05                    |           | 110       | 28        | 69      | 98         | 30      | 2      | 337                  |                |
| Jul-06                    |           | 64        | 48        | 71      | 99         | 42      | 2      | 326                  | 363            |
| Aug-07                    |           | 62        | 66        | 81      | 103        | 48      | 1      | 361                  | 698            |
| Sep-08                    |           | 56        | 54        | 70      | 116        | 53      | 4      | 353                  | 367            |
| Oct-09                    |           | 60        | 61        | 44      | 82         | 50      | 5      | 302                  | 11             |
| Nov-10                    |           | 41        | 56        | 33      | 63         | 47      | 4      | 244                  | 201            |
| 2011                      |           | 33        | 45        | 33      | 79         | 51      | 4      | 245                  | 249            |
| 2012                      |           | 14        | 36        | 39      | 86         | 54      | 4      | 233                  | 481            |
| 2013                      |           | 26        | 29        | 29      | 89         | 62      | 3      | 238                  | 388            |
| 2014                      |           | 59        | 25        | 34      | 90         | 80      | 2      | 290                  | 282            |
| 2015                      |           | 44        | 29        | 32      | 94         | 73      | 3      | 275                  | 27             |
| 2016                      | 7         | 46        | 33        | 24      | 88         | 51      |        | 249                  | 275            |
| 2017                      | 17        | 26        | 30        | 14      | 81         | 45      |        | 213                  |                |

## Galeria

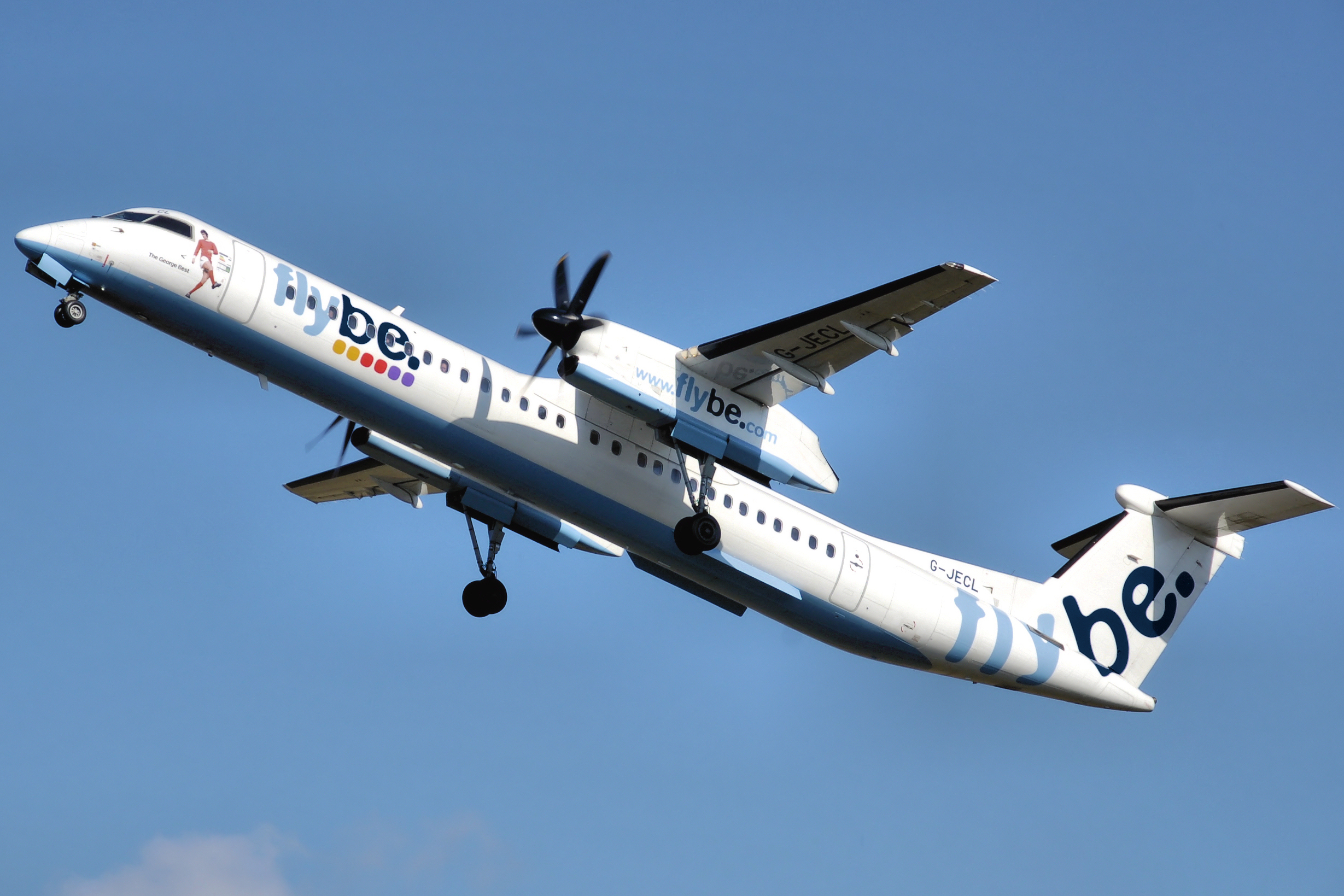
Avió regional turbohélice Q400
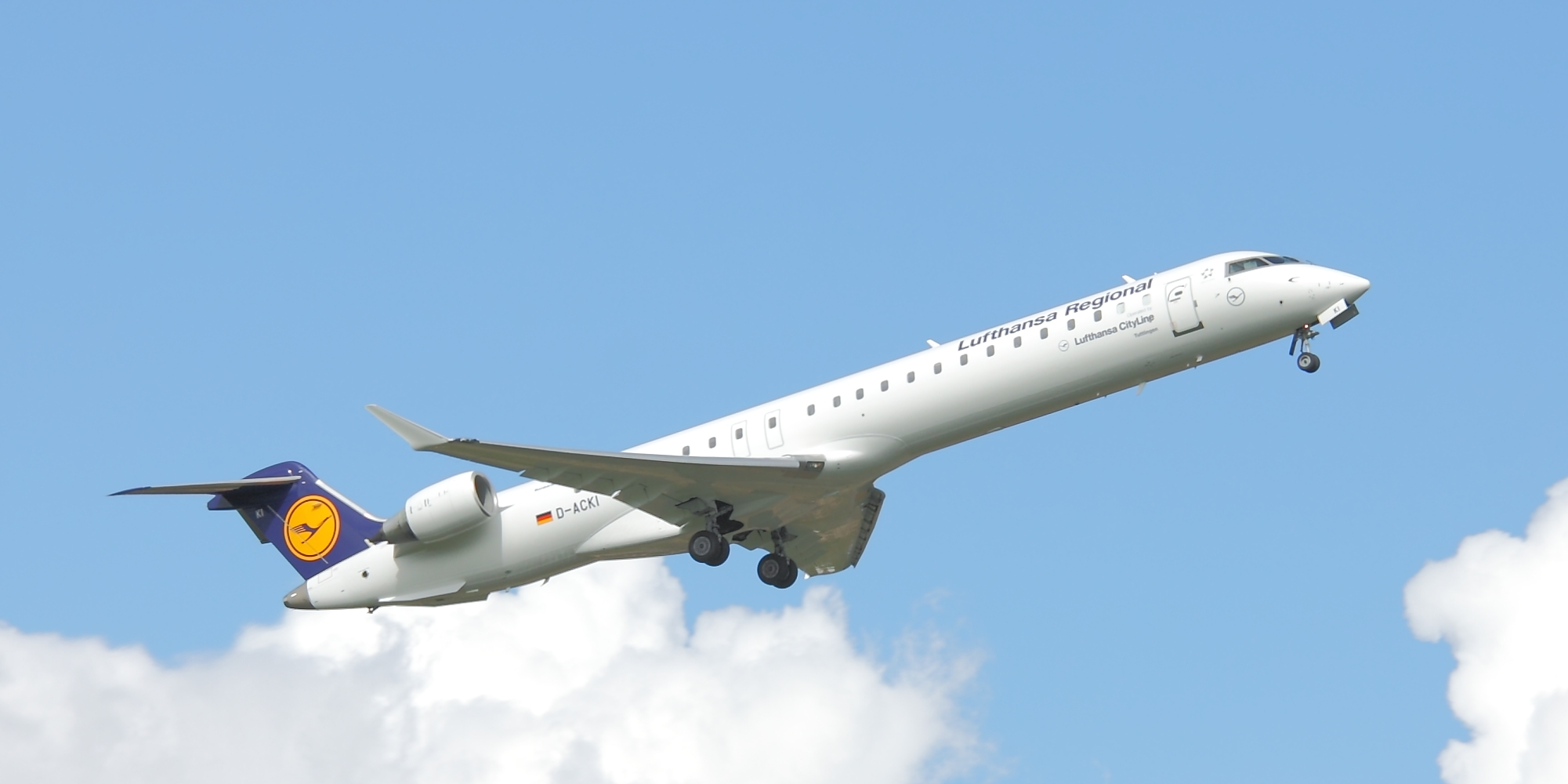
Avió regional CRJ900
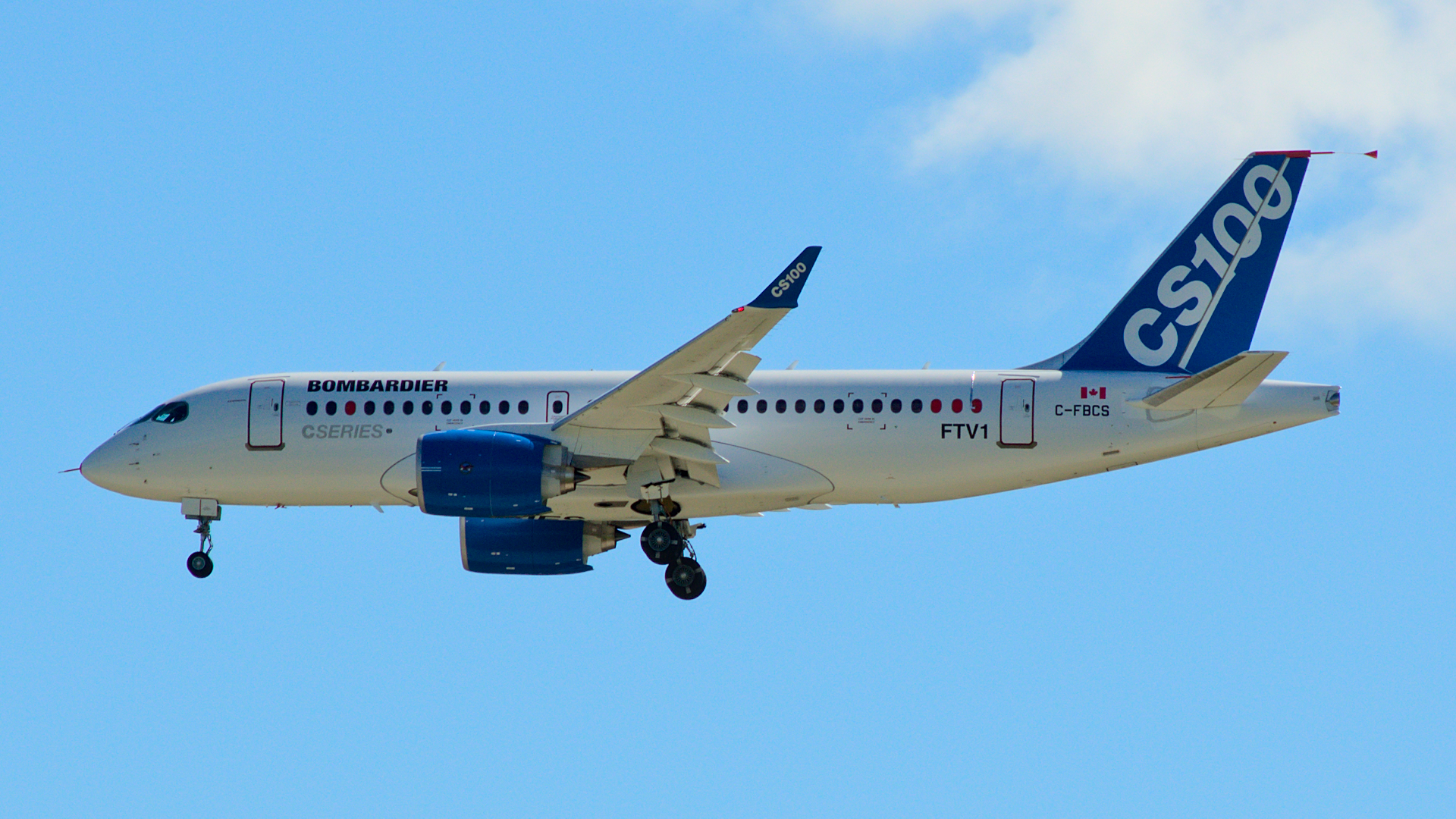
Airbus A220-100 (CS100)
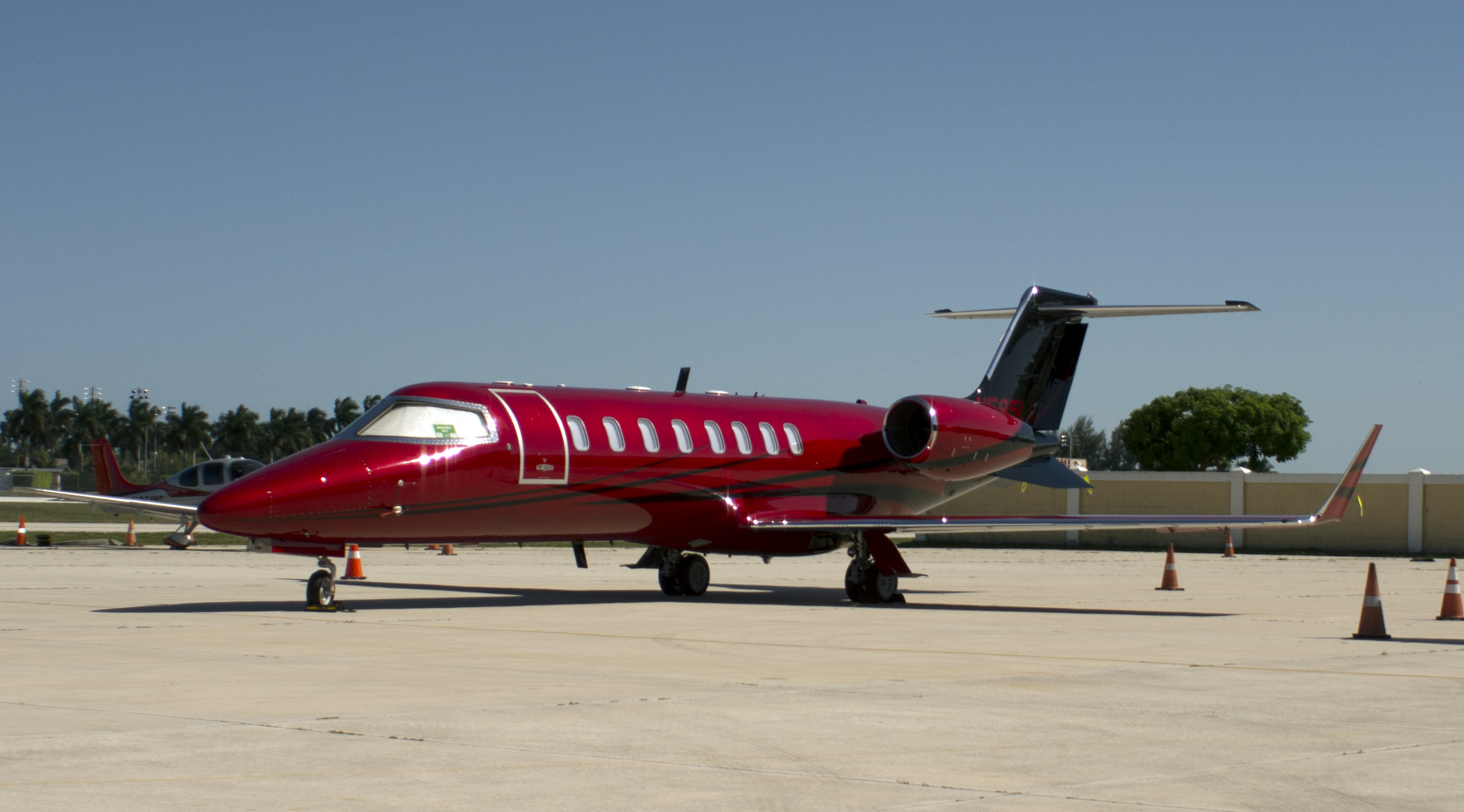
Avió de negocis Learjet 75
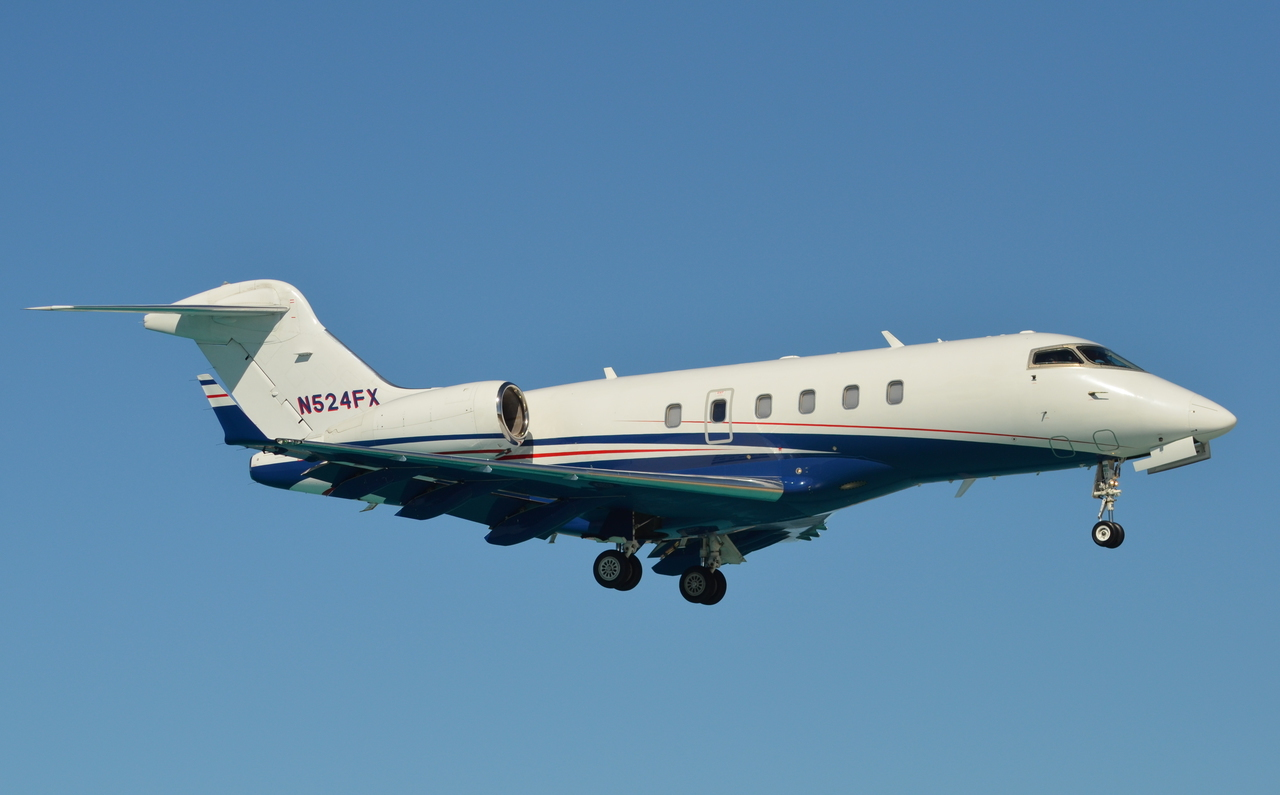
Avió de negocis Challenger 300
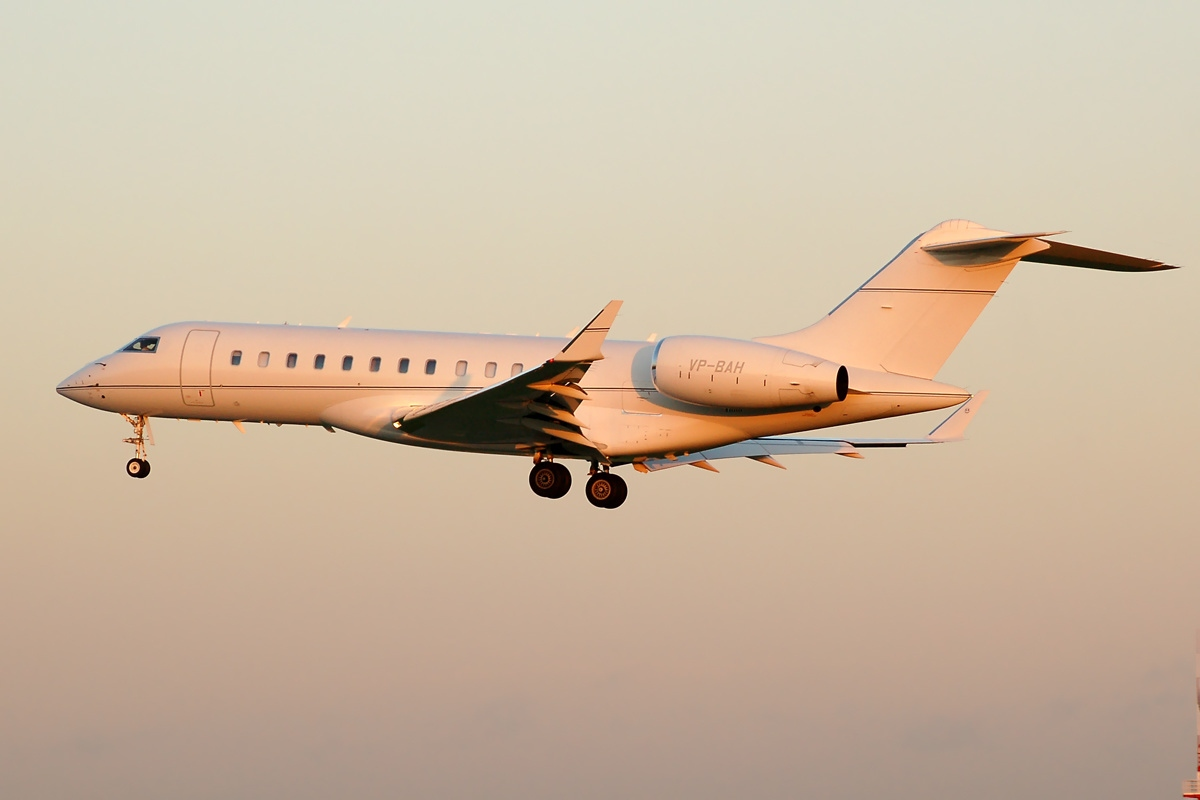
Global Express